# Phaedranassa
Phaedranassa es un género  de plantas herbáceas, perennes y bulbosas perteneciente a la familia Amaryllidaceae. Comprende 9 especies.
Es originaria de Sudamérica, desde Costa Rica hasta Ecuador. 

## Taxonomía
El género fue descrito por William Herbert y publicado en Edwards's Botanical Register 31 Misc. 16. 1845. La especie tipo es: Phaedranassa chloracra

## Especies
- Phaedranassa brevifolia
- Phaedranassa carmioli
- Phaedranassa chloracra
- Phaedranassa chlorantha
- Phaedranassa cirenea
- Phaedranassa dubia (Kunth) J.F.Macbr.
- Phaedranassa glauciflora, Meerow
- Phaedranassa schizantha, Baker
- Phaedranassa tunguraguae, Ravenna
- Phaedranassa viridiflora, Baker